# Equitatus
Equitatus, equitatus legionari (z łaciny) – jazda w wojsku starożytnego Rzymu, składająca się z dziesięciu oddziałów (turmae) po 30 osób dowodzonych przez trzech dekurionów (decuriones).
Żołnierze służący w equitatus wywodzili się z grupy zamożnych obywateli pierwszej klasy majątkowej. Otrzymywali również wyższy żołd i byli zobowiązani do samodzielnego utrzymania konia. Byli uzbrojeni w hełmy (galea), włócznie (hasta), miecze (spatha) i tarcze (clipeus); później dodano także pancerze chroniące konie (equitatus loricati).